# Gran Badia Australiana

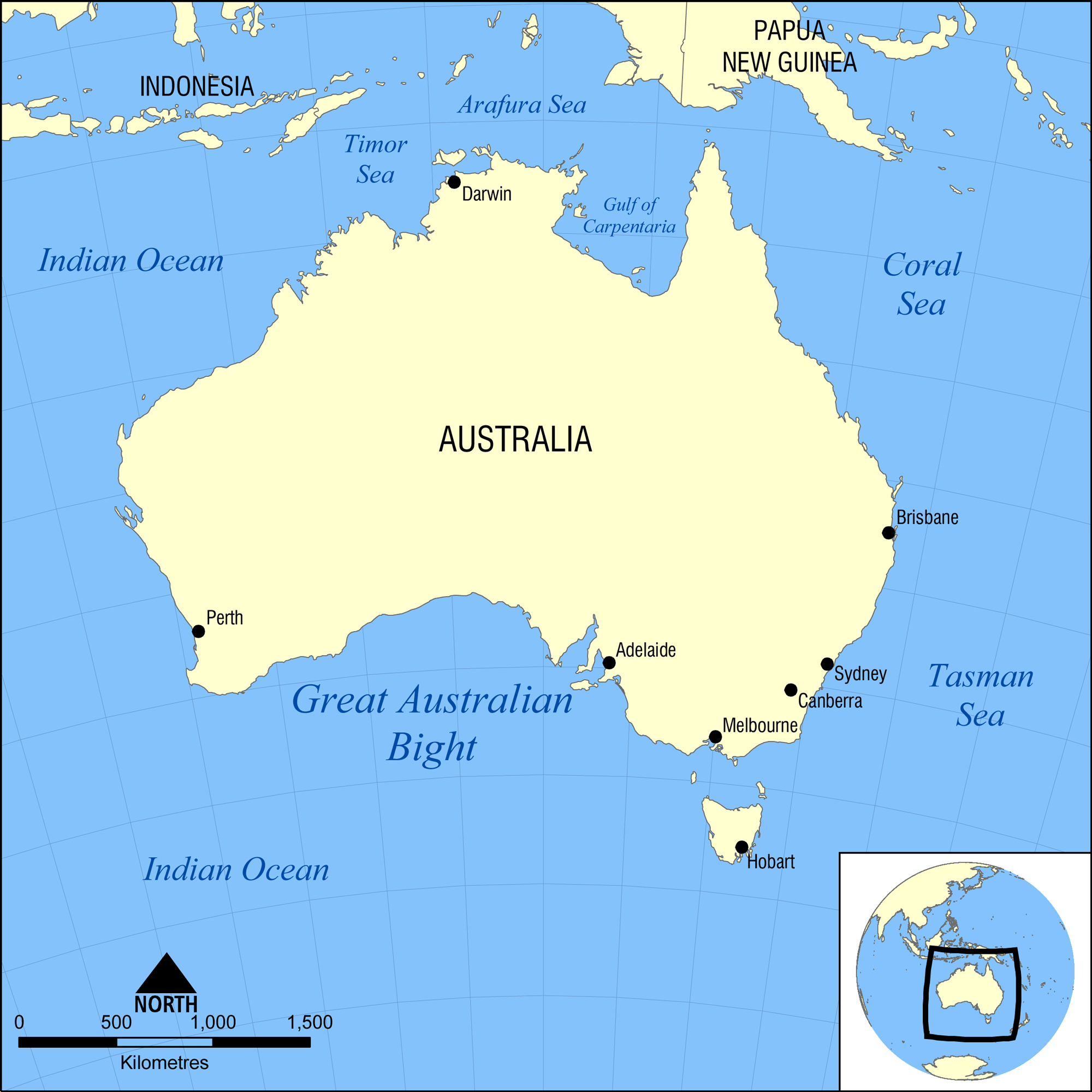
Mapa d'Austràlia, que mostra la Gran Badia Australiana.

La Gran Badia Australiana (en anglès: Great Australian Bight) és una gran badia oberta (bight en anglès) situada entre l'oest i el sud del litoral australià.

## Extensió
La International Hydrographic Organization defineix la Gran Badia Australiana com una part del sud-est de l'oceà Índic, amb els següents límits:

Al Nord. La costa Sud d'Austràlia.

Al Sud.
Una línia que uneix el West Cape Howe (35° 08′ S, 117° 37′ E / 35.133°S,117.617°E) australià al South West Cape, Tasmània.

A l'Est. Una línia des de Cap Otway, Austràlia, a King Island i a Cap Grim, l'extrem nord-oest de Tasmània.

Una altra definició són que les fronteres del Bight són des de Cap Pasley, Austràlia Occidental, fins a Cap Carnot, Austràlia del Sud - una distància de 1.160 km o 720 milles.
A Austràlia s'utilitza més la denominació de Southern Ocean (Oceà del Sud) més que no pas Indian Ocean (Oceà Índic).

## Exploració
El navegant neerlandès François Thijssen, l'any 1627, va ser el primer europeu a veure el litoral d'aquesta zona. Va ser cartografiada per l'anglès Matthew Flinders el 1802, durant la seva circumnavegació del continent australià. Més tard també Edward John Eyre en va fer una expedició.

## Història natural

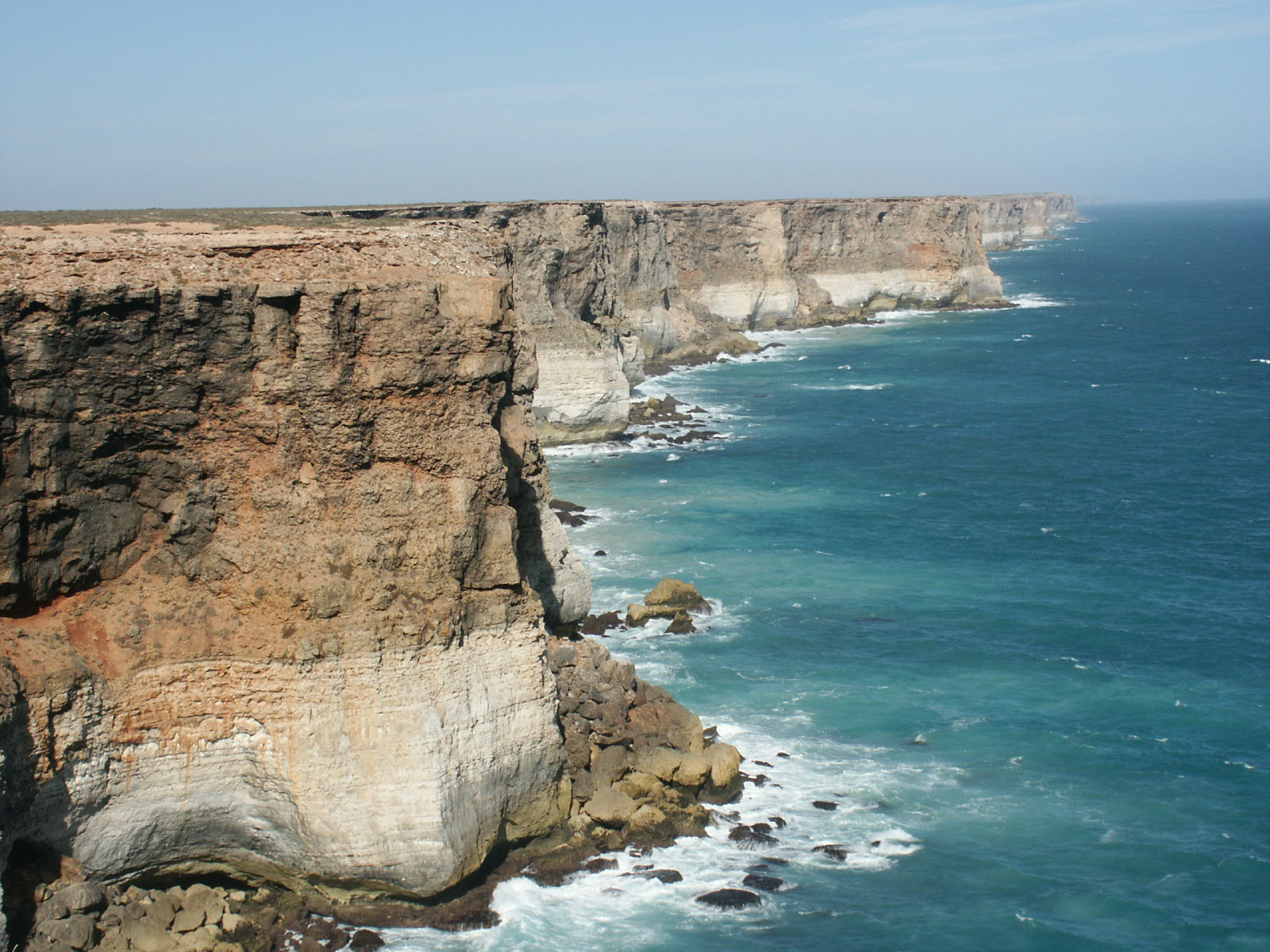
Gran badia Australiana

La línia costanera està caracteritzada pels penya-segats de fins a 60 m d'alt, platges per practicar el surf i plataformes rocoses. Les seves aigües marines no són gaire fèrtils, ja que el seu rerepaís és desèrtic i aporta pocs nutrients a l'aigua.
La plana de Nullarbor, que voreja gran part de la longitud de la costa de la Gran Badia Australiana, és un antic fons marí, aixecat durant el Miocè. Constituït per pedra calcària, és molt pla, i té un clima àrid o semiàrid amb molt poques precipitacions, temperatures estivals elevades i índexs d'evaporació elevats. No té drenatge superficial, però té un sistema de drenatge càrstic mitjançant la formació de coves a la pedra calcària subjacent. Al nord del Nullarbor es troba el Gran Desert de Victòria, que té un sistema de drenatge intern que acaba en nombrosos petits llacs salats.
La manca d’escorrentia superficial i de nutrients terrestres fa que les aigües relativament poc profundes de la Gran Badia Australiana siguin generalment baixes en nutrients i, per tant, oligotròfiques, en comparació amb moltes altres plataformes continentals que donen suport a les principals pesqueries. L'aflorament estacional de les aigües profundes de l'oceà al llarg de la costa de la península d'Eyre a la part oriental de la badia aporta nutrients a les aigües superficials, i la fertilitat resultant crea un important punt calent marí.
Les aigües de la Gran Badia Australiana són molt biodiverses, especialment en el zooplàncton, a causa d'una sèrie particular de corrents oceànics. Una revisió bibliogràfica realitzada per SARDI (Institut d'Investigació i Desenvolupament del Sud d'Austràlia) a la zona de protecció bentica del parc marí de la Gran Badia Australiana el 2003 afirma: «Els esdeveniments d'aflorament durant l'estiu i la tardor produeixen zones fresques d'aigua superficial al llarg de la costa de l'Eyre meridional. Aquests pegats contenen concentracions elevades de nutrients i donen suport a nivells millorats de productivitat primària. Les altes densitats de zooplàncton al nord-oest dels pegats indiquen que els vents dominants del sud-est transporten els productes d'aquesta producció biològica millorada a la Gran Badia Australiana central. Aquestes comunitats de plàncton donen suport a les densitats més altes de petits peixos planctívors, incloses la sardina i l'anxova, a les aigües australianes. Els joves de tonyina vermella del sud (SBT) migren a la Gran Badia Australiana anualment per alimentar-se d'aquests rics recursos pelàgics». A mesura que els nutrients són escombrats des del fons oceànic d'aigües profundes i s'empenyen cap a la costa, la cadena tròfica s'injecta amb una afluència massiva de l'esglaó inferior.

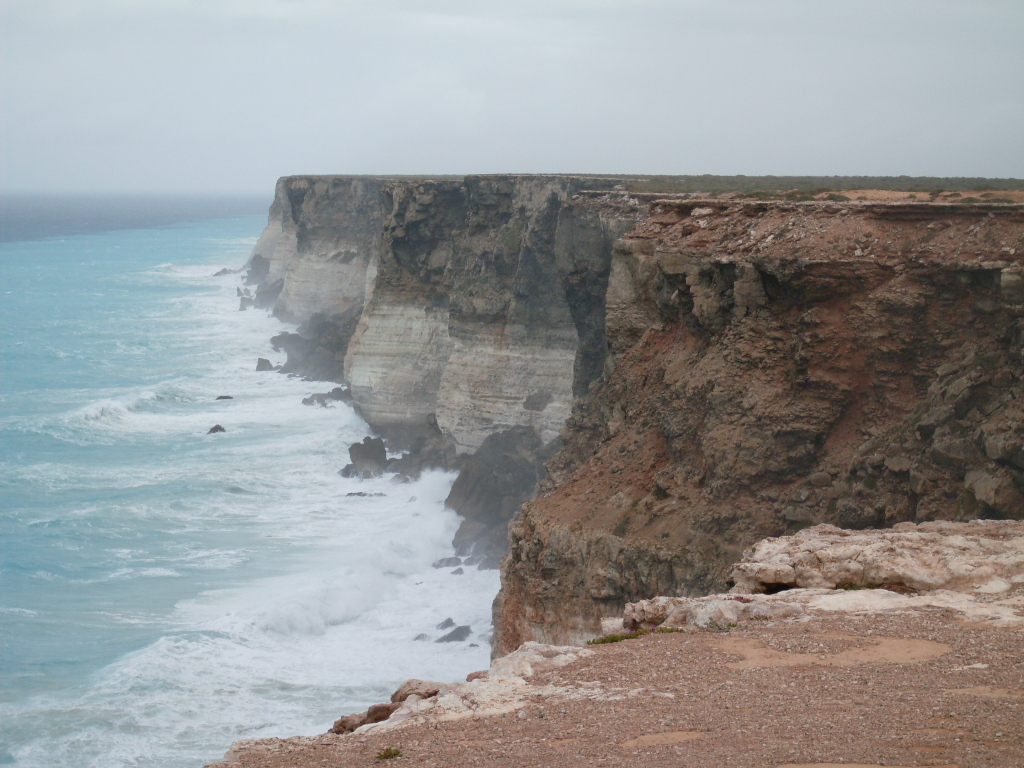
Penya-segat amb vistes a la Reserva Marina de la Commonwealth

No se sap prou sobre l'abast complet d'espècies que habiten o migren a la Gran Badia Australiana, de manera que calen més estudis. "La classificació provisional de la regionalització marina i costanera d'Austràlia (IMCRA) suggereix que l'elevada biodiversitat a la Gran Badia Australiana es pot explicar per la presència d'espècies temperades amb afinitats orientals i occidentals, així com per a "refugis tropicals" de les regions del nord. No obstant això, els patrons de la diversitat varia entre els tàxons. Els manglars estan poc representats per la manca d'estuaris. Les herbes marines es limiten principalment a badies arrecerades i a les mares d'esculls i illes a causa de la freqüent pertorbació dels hàbitats costaners per grans onatges. En canvi, el conjunt de macroalgues de la Gran Badia Australiana és un dels més diversos del món i inclou més de 1200 espècies. Més del 90% de les espècies de la majoria dels grups d'invertebrats són endèmiques del sud d'Austràlia, però es desconeix la proporció que es limita al GAB".
Encara hi ha molta investigació necessària per entendre completament els ecosistemes complexos de la Gran Baja Australiana i com pot afectar-los qualsevol extracció de recursos o altra activitat humana. La revisió de la literatura també diu: «Aproximadament 370 de les 600 espècies de peixos que es troben al sud d'Austràlia s'han registrat a SA. Diverses espècies, inclosa l’espinosa costanera (Urolophus orarius) i les tres aletes crestades (Trinorfolkia cristata), estan restringides al sud d'Austràlia i es produeixen a la Gran Badia Australiana. Els patrons de distribució i abundància dels peixos a la Gran Badia Australiana són poc coneguts».
Hi ha algunes conclusions clares de la revisió, «La Gran Badia Australiana proporciona un hàbitat crític per a dues espècies de mamífers marins reconegudes internacionalment com a prioritats per a la conservació. La balena franca austral (Eubalaena australis), que està catalogada com a 'en perill d'extinció' segons la Commonwealth. Llei de protecció del medi ambient i conservació de la biodiversitat de 1999, es reprodueix a Head of Bight durant l'hivern. El lleó marí australià (Neophoca cinerea), que és endèmic d'Austràlia i actualment està catalogat com a "quasi amenaçat", es reprodueix en petites colònies al llarg dels penya-segats de la Gran Badia Australiana». Aquests mamífers marins requereixen que aquest hàbitat continuï existint, que ha estat reconegut per la llei australiana.
Un lloc de la cala que està específicament orientat a la comprensió de la història natural de la seva costa és l’Observatori d'aus Eyre.

## Condicions actuals
Econòmicament, ha estat explotat durant molts anys com a part de la pesca, la caça de balenes i les indústries del marisc. La tonyina vermella del sud ha estat un objectiu preferit de la pesca a Gran Badia Australiana.
L'exploració de petroli i gas a la Gran Badia Australiana va començar a finals dels anys 60. Diverses grans petrolieres (BP, Statoil/Equinor i Chevron) van proposar plans per perforar pous d'exploració a la part sud de la zona a partir del 2017. L'11 d'octubre de 2016, BP va retirar els seus plans per explorar l'àrea afirmant que no era competitiva i no s'alineava amb els objectius estratègics de BP. La proposta d'explorar a la badia va ser el focus de l'oposició de la comunitat. La Wilderness Society va demostrar que una fuita de petroli en el pitjor dels casos podria tenir un efecte catastròfic a la costa sud d'Austràlia. El Senat australià va iniciar una investigació sobre la producció de petroli o gas a la Gran Badia Australiana el 22 de febrer de 2016. El comitè es va restablir el 13 de setembre de 2016 després de les eleccions federals australianes. L'octubre de 2017, Chevron es va retirar del projecte, però va tornar al costat de BP el 2019. Tot i que la National Offshore Petroleum Safety and Environmental Management Authority va aprovar els plans d'exploració a finals de 2019, Equinor es va retirar del projecte el febrer de 2020, invocant raons de rendibilitat.
Els assentaments existents al llarg del litoral de la cala, com Ceduna i Eucla, disposen d'equipaments per accedir a la cala. Algunes altres ubicacions de l'Eyre Highway o situades al Nullarbor no tenen instal·lacions ni fàcil accés.